# قائمة دول تعتبر البرتغالية لغة رسمية

انتشار اللغة البرتغالية

هذه قائمة بالدول والمناطق التي تعدّ اللغة البرتغالية لغة رسمية فيها، ولكنها قد لا تكون بالضرورة اللغة الرسمية الوحيدة في كثير من هذه الدول. يشار إلى أن اللغة البرتغالية انتشرت في العالم بسبب التوسع الاستعماري البرتغالي خلال القرون الماضية.
| البلد             | # تعداد السكان |
| -                 |                |
| ----------------- | -------------- |
| البرازيل          | 211,810,647    |
| موزمبيق           | 21,397,000     |
| أنغولا            | 15,941,000     |
| البرتغال          | 10,848,692     |
| غينيا بيساو       | 1,586,000      |
| تيمور الشرقية     | 947,000        |
| غينيا الاستوائية  | 504,000        |
| الرأس الأخضر      | 420,979        |
| ساو تومي وبرينسيب | 157,000        |

## مناطق مستقلة ذاتياً
| المنطقة           | تعداد السكان | الوضع                                          |
| ----------------- | ------------ | ---------------------------------------------- |
| ماكاو ( الصين)    | 431,000      | منطقة ذات إدارة خاصة ضمن جمهورية الصين الشعبية |
| جليقية ( إسبانيا) | 2,700,000    | جليقية أو غاليسيا هي منطقة حكم ذاتي في إسبانيا |

## تعليم إجباري
| البلد      | تعداد السكان | الوضع                                   |
| ---------- | ------------ | --------------------------------------- |
| الأوروغواي | 3,399,227    | تعليم البرتغالية إلزامي حتى الصف السادس |

## وصلات داخلية
- اللغة البرتغالية
- قائمة دول تعتبر العربية لغة رسمية
- قائمة دول تعتبر الفرنسية لغة رسمية
- قائمة دول تعتبر الإنجليزية لغة رسمية
- قائمة دول تعتبر الإسبانية لغة رسمية
- قائمة دول تعتبر الروسية لغة رسمية